# Valgeir Sigurðsson
Valgeir Sigurðsson (Reykjavík, 1971) è un produttore discografico e musicista islandese.
Noto soprattutto per la sua collaborazione con Björk, ha prodotto una serie di album per gruppi islandesi e non solo a partire dal 1988. Ha intrapreso la carriera di musicista solista nel 2007.

## Biografia
Inizia a lavorare in uno studio di registrazione all'età di 16 anni. Dopo essersi laureato presso il SAE Institute di Londra, nel 1998 è stato assunto dalla conterranea Björk come ingegnere del suono e programmatore per la colonna sonora del film di Lars Von Trier Dancer in the Dark. La sua collaborazione con Björk dureranno fino al 2006.
Ha fondato i Greenhouse Studios, il più grande impianto di registrazione islandese nel 1997. Nel 2005 ha fondato l'etichetta discografica Bedroom Community, che ha lanciato o prodotto artisti come Nico Muhly, Ben Frost e Sam Amidon.
Ha composto musiche per teatro, cinema e televisione. I suoi più importanti lavori nel mondo del cinema sono quelli di co-produttore e ingegnere nella colonna sonora di Essere John Malkovich (1999) e di autore e co-produttore per Drawing Restraint 9, colonna sonora dell'omonimo film (2005).
Nel 2007 ha debuttato come solista pubblicando l'album Ekvílibríum. Nel 2010 ha pubblicato Draumalandið, colonna sonora del film-documentario Dreamland. Nel 2012 esce Architecture of Loss. In tutti i suoi lavori da solista si occupa di scrittura, produzione, missaggio, programmazione ed esecuzione.
Nel corso della sua carriera ha lavorato tra gli altri con Björk, Bonnie 'Prince' Billy, Camille, CocoRosie, Ben Frost, múm, Howie B, Kronos Quartet, The Magic Numbers, Feist, Nico Muhly, Erica Mou, Wildbirds & Peacedrums, Damon Albarn, Nadia Sirota, Sigur Rós, Daníel Bjarnason, Moddi, Sam Amidon, Tim Hecker, Machine Translations e altri.

## Discografia

### Album solista
- 2007 - Ekvílibríum
- 2010 - Draumalandið
- 2012 - Architecture of Loss
- 2017 - Dissonance